# Corporación del Cobre
La Corporación del Cobre, que funcionó entre 1967 y 1976, fue el ente estatal chileno encargado de representar los intereses del Estado en las Sociedades Mineras Mixtas del cobre.
La Corporación del Cobre fue creada por la Ley 16624, publicada el 15 de mayo de 1967. Posteriormente fue encargada de coordinar las Sociedades Colectivas del Estado de los yacimientos nacionalizados en 1971. 
Las sociedades colectivas del Estado, creadas por el DFL N° 1 del 15 de julio de 1972 fueron:
- Compañía de Cobre Chuquicamata
- Compañía de Cobre Salvador S.A.
- Compañía Minera Andina
- Sociedad Minera El Teniente
- Compañía Minera Exótica

La Corporación del Cobre se reestructuró en 1976 cuando se subdividió entre la Corporación Nacional del Cobre de Chile (CODELCO), empresa estatal encargada de la explotación y comercialización de los yacimientos del cobre, y la Comisión Chilena del Cobre. Dependía del Ministerio de Minería.